# Бреди, Джон
Джон Бреди (англ. John Brady, 1800 год, Каван, Ирландия — 2 декабря 1871 года, Амели-ле-Бен, Франция) — католический прелат, первый епископ Перта с 9 мая 1845 года по 2 декабря 1871 год.

## Биография
Джон Бреди получил богословское образование во Французской семинарии и в 1825 году был рукоположён в священника, после чего служил на острове Реюньон в течение двенадцати лет. В 1836 году он приехал в Рим, где познакомился с миссионерами, отправляющимися в Австралию. В 1838 году он прибыл в Сидней с группой ирландских миссионеров. Епископ Сиднея Джон Полдинг поручил Джону Бреди заниматься пастырской и миссионерской деятельностью в городе Виндзор, Новый Южный Уэльс. В 1843 году Джон Бреди был назначен генеральным викарием Западной Австралии. 13 декабря 1843 года он прибыл в Перт, где его ожидала небольшая католическая община. Через некоторое время Джон Бреди отбыл в Ватикан, чтобы ходатайствовать о послании в Перт миссионеров и священников.
9 мая 1845 года Римский папа Григорий XVI учредил новую епархию Перта и назначил Джона Бреди её первым епископом. 25 мая 1845 года состоялось рукоположение Джона Бреди в епископа, которое совершил кардинал Филиппо Франсони в сослужении с епископом Филадельфии Фрэнсисом Патриком Кенриком и епископом Багдада Мари-Лореном Триошем.
В январе 1846 года Джон Бреди возвратился в Перт с группой священников и миссионеров из 27 человек. Из-за малочисленности католиков и обширной миссионерской работы среди австралийских аборигенов финансовое состояние епархии Перта постепенно пришло в плохое состояние, поэтому Джон Бреди стал просить Святой Престол прислать ему помощника. В ответ на просьбу Джона Бреди Ватикан назначил священника Дом Серра вспомогательным епископом епархии Перта. Когда Дом Серра прибыл в Перт он вступил в конфликт с епископом Джоном Бреди. Чтобы разрешить этот конфликт Джон Бреди отправился в Рим, где его обвинили в неумелом управлении епархией. Римский папа Пий IX своим решением Motu proprio ограничил Джона Бреди в его исполнении функций ординария епархии Перта и назначил священника Дома Серру апостольским администратором епархии Перта. Несмотря на это решение Римского папы, Джон Берди возвратился без разрешения Святого Престола в Перт, где продолжил конфликт со священником Домом Серрой. После того, как епископ Сиднея Беде Полдинг наложил от имени Святого Престола канонические санкции на Джона Берди, он отправился в свою родную епархию в Ирландию, где проживал, не подавая прошение об отставке с должности ординария епископа епархии Перта.
Участвовал в работе Первого Ватиканского собора.
Скончался 2 декабря 1871 года в городе Амели-ле-Бен, Франция.

## Сочинения
Джон Бреди занимался изучением языка австралийских аборигенов. Он издал в Риме следующее сочинение:
- «A Descriptive Vocabulary of the Native Language of W. Australia» (1845)[1].